# Інтенсивність світла
Інтенсивність світла (рос. интенсивность света, англ. fluence rate) - густина потоку випромінення (І), тобто потоку(Ф), що припадає на одиницю площі, перпендикулярної до напрямку розповсюдження світла: 
I= Ф / S, 
де S— площа, на яку падає світловий потік. Одиниці— Вт м-2 та ейнштейн м-2 с-1. 
Приклад
По суті інтенсивність світла I - це потужність джерела світла (лампочки), але віднесена до одиничної площі (розмірність - Вт/м2). А для досягнення максимального фотоефекту необхідно, щоб потік світла був направлений на поверхню металу (з якого вириваються електрони). При цьому максимальна освітленість досягається за умови, що напрямок цього потоку світла буде строго перпендикулярно.